# Uthman ibn Abi al-Ula
Abu Sa'id Uthman ibn Abi al-Ula (in arabo ابو سعید عثمان بن أَبِي العلا‎?), indicato nelle fonti castigliane come Don Uzmén (... – Malaga, 1330), fu un discendente della dinastia marocchina dei Merinidi che guidò un'infruttuosa ribellione finalizzata a salire al trono, a seguito della quale cercò rifugio nel sultanato di Granada. In quest'ultimo territorio presto servizio come comandante militare (shaykh al-ghuzat) dei Volontari della Fede e divenne una delle figure politiche più influenti dello Stato.
Entrato al servizio dei Nasridi sotto Muhammad III di Granada dopo una fallita insurrezione contro il sultano Abu Ya'qub Yusuf in Marocco, fu incaricato di guidare i Volontari della Fede nella ricca città occidentale di Malaga. Quando Muhammad III entrò in conflitto con Abu Yaqub Yusuf per il possesso di Ceuta, Uthman rimase fedele a Granada, conquistò una parte del Marocco e si dichiarò sultano. Fu infine sconfitto nel 1309 da Abu al-Rabi Sulayman, nipote di Abu Yaqub, divenuto sultano dal 1308.
Tornò quindi a Granada, prendendo parte al vittorioso assedio di Almería del 1309 condotta contro l'assedio del regno di Aragona. Lui e i Volontari sotto il suo comando giocarono un ruolo cruciale nel rovesciamento del sultano granadino Abu l-Juyush Nasr in favore del nipote Ismaʿil I. In occasione  dell'ascesa di quest'ultimo, fu nominato comandante generale dei Volontari (shaykh al-ghuzat) e in tale veste conseguì una vittoria decisiva contro un esercito del regno di Castiglia nella battaglia di Sierra Elvira del 1319. Mentre il suo potere continuava a crescere, egli si alienò alcuni ministri del sultanato, tra cui il visir Muhammad ibn al-Mahruq. La lotta tra Uthman e Ibn al-Mahruq degenerò in una guerra civile, che si concluse con l'assassinio di Ibn al-Mahruq per ordine del sultano Muhammad IV e con il mantenimento da parte di Uthman della sua carica. Subì infine una grave sconfitta contro la Castiglia in occasione della battaglia di Teba nel 1330 e morì lo stesso anno a Malaga.

## Biografia

### Origini e primo arrivo alla corte dei Nasridi

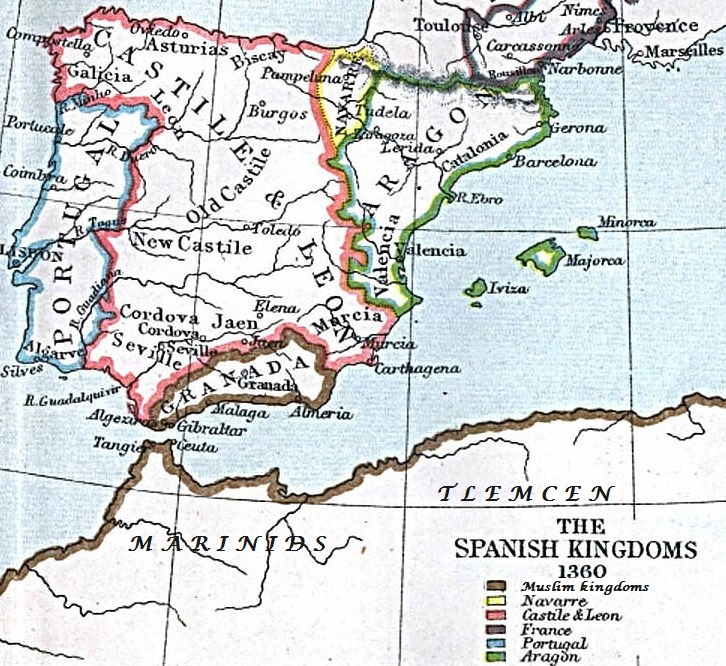
Il sultanato di Granada, il Marocco merinide e i regni cristiani della penisola iberica nel XIV secolo

Uthman discendeva dai Banu Abi al-Ula, una famiglia imparentata con la dinastia berbera dei Merinidi, la quale governava il Marocco e di cui molti membri ricoprirono le cariche di governatori e funzionari amministrativi. Tuttavia, durante il regno del sultano merinide Abu Ya'qub Yusuf al-Nasr (al potere dal 1286 al 1307), diversi membri di questa famiglia insorsero contro di lui. Come altri due discendenze imparentate con i Merinidi e coinvolti in ribellioni fallite, i Banu Idris e i Banu Rahhu, molti cominciarono a trovare rifugio attraversando lo stretto di Gibilterra nel sultanato di Granada, dove ai dissidenti e ai loro seguaci venivano sovente concessi privilegi e cariche militari nel corpo dei "Volontari della Fede", ovvero dei combattenti specificatamente arruolati per fronteggiare le invasioni dei regni cristiani di Aragona e Castiglia.
Uthman, il più importante di questi ribelli, e tutto sommato il più celebre comandante dei "Volontari della Fede", lasciò il Nord Africa nel 1302 e si sottomise ai Nasridi durante il sultanato di Muhammad III (al potere dal 1302 al 1309), che lo nominò comandante di un distaccamento a Malaga.

### Campagna nel Marocco settentrionale
Nel 1306, Uthman tornò in Marocco per guidare una ribellione contro Abu Ya'qub, rivendicando il sultanato per sé. Appoggiato dai Nasridi, che avevano preso il controllo di Ceuta nel 1306, Uthman catturò la fortezza di Aludan, convertita nella sua roccaforte e base operativa. Approfittando della preoccupazione generata in Abu Ya'qub per via del suo tentato attacco di Tlemcen, Uthman fu in grado di espugnare le città di Asilah e Larache, sconfiggendo un esercito merinide guidato dal figlio di Abu Ya'qub, Abu Salim. Ciò gli permise di estendere il suo dominio anche su gran parte del Rif occidentale e la sua crescita fu tale che, nel 1307, Ksar El Kebir decise di riconoscerlo quale sultano legittimo.
Dopo la morte di Abu Ya'qub, il suo successore Abu Thabit 'Amir (r. 1307-1308) fronteggiò molteplici tumulti, ma concentrò comunque gran parte dei suoi sforzi contro Uthman. Il generale al-Hasan ibn Amir ibn Abdallah An'ayab, inviato per primo contro Uthman, non fu in grado di respingerlo e, nel giugno del 1308, il principe ribelle sconfisse un altro esercito merinide sotto Abd al-Haqq ibn Uthman ibn Muhammad e riconquistò Ksar El Kebir. Questi insuccessi costrinsero Abu Thabit' a intervenire di persona contro Uthman. Fu grazie a questa decisione che si assicurò Aludan e la città di Domna, ma la sua morte improvvisa nel 1308 interruppe la campagna e concesse a Uthman maggiore tempo per decidere le sue mosse.
Fu il nuovo monarca merinide, Abu al-Rabi' Sulayman (r. 1308-1310), che nel 1309 riuscì a sconfiggere Uthman ad Aladan e a costringerlo ad abbandonare il Nord Africa e a domandare nuovamente asilo ai Nasridi.

### Ritorno al servizio dei Nasridi

Cartina del sultanato di Granada nel 1306

Subito dopo il suo arrivo a Granada, Uthman ricevette l'ordine di fornire supporto alla città portuale di Almería, che era stata colpita da Giacomo II d'Aragona. Durante l'assedio, il condottiero si distinse non solo per le vittorie negli scontri con i cristiani, ma anche per le sue capacità diplomatica nei negoziati conclusivi.

#### Rovesciamento di Nasr e respinta dell'invasione castigliana
Nel 1314, in qualità di comandante della guarnigione nordafricana a Malaga, svolse un ruolo cruciale nel rovesciamento dell'emiro Abu l-Juyush Nasr (r. 1309-1314), poiché in cambio gli venne promesso del sostegno bellico se fosse asceso al trono nasride Ismaʿil I (r. 1314-1325), evento che si verificò. Per ragioni ancora oggetto di dibattito storiografico, Nasr era diventato sempre più impopolare e per questo finì detronizzato l'8 febbraio 1314, benché gli venne concesso di ritirarsi a Guadix come suo governatore. Mentre il sostegno di Uthman si rivelò cruciale per l'ascesa al trono di Ismaʿil I, non tutte le truppe nordafricane lo seguirono: i principi zanata Abd al-Haqq ibn Uthman e Hammu ibn Abd al-Haqq e i loro uomini rimasero fedeli a Nasr e rimasero con lui finanche quando non si recò a Guadix.
Nasr non si rassegnò al suo destino e progettò di impossessarsi nuovamente del trono con l'aiuto della Castiglia, di cui era divenuto vassallo dal 1310. Nel 1316, mentre Ismaʿil cingeva d'assedio a Guadix, un esercito castigliano invase il territorio granadino e marciò sulla città, con l'intenzione di prestare sostegno al sultano deposto. Uthman li affrontò a Wadi Fortuna, vicino a Alicún, e i dettagli riportati dalle fonti sulla battaglia risultano contraddittori. È probabile che la schermaglia venne vinta, seppur senza un netto trionfo, dai castigliani, che si guadagnarono così il possesso di un punto d'appoggio prossimo a Granada.
Il potere e il prestigio di Uthman crebbero continuamente a Granada, tanto che fu in grado di assicurarsi la sua posizione di shaykh al-ghuzat (comandante generale dei "Volontari della Fede") scansando diversi potenziali rivali, tra cui i suoi parenti non consanguinei della famiglia di Banu Rahhu ibn Abdallah, che fu esiliato a Tunisi. Tale era la sua autorità che quando Granada chiese aiuto ai Merinidi nel 1319 contro un tentativo castigliano di catturare la città, il sultano Abu Sa'id Uthman II (r. 1310-1331), intimorito dall'ex ribelle, chiese come condizione preliminare che fosse consegnato a Fez e detenuto in prigione. L'offerta fu rifiutata, e Uthman guidò 5 000 truppe nasridi verso una sontuosa vittoria sulla più numerosa controparte castigliana, composta da 7 000 uomini, nella battaglia di Sierra Elvira del 26 giugno 1319, che si concluse con la morte dei due principali comandanti castigliani, l'Infante Pietro e l'Infante Giovanni. In seguito, il 18 giugno 1320, fu firmata una pace della durata di otto anni tra Granada e Castiglia, mentre le lotte politiche scoppiate tra la nobiltà castigliana assicurarono ulteriormente Granada da quella direzione. Uthman si guadagnò una m grande fama nelle guerre contro i cristiani, guidando in totale ben 732 incursioni in territorio cristiano. Nel 1325, le forze di Uthman si impossessarono della città di Rute.

### Assassinio di Ismaʿil I e guerra civile contro Ibn al-Mahruq

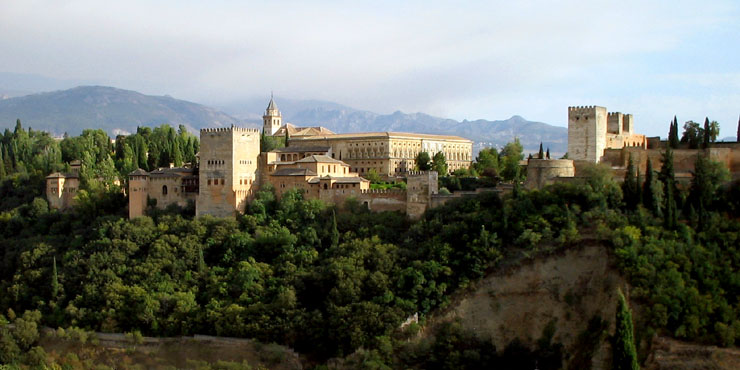
La facciata settentrionale dell'Alhambra

Il 9 luglio 1325 Ismaʿil I fu assassinato, un evento per il quale le fonti accusano all'unanimità Uthman di essere la mente. Ismaʿil fu succeduto da Muhammad IV (r. 1325-1333), ma poiché era ancora in giovanissima età, il nuovo sultano fu posto sotto la tutela di un ministro anziano. All'inizio, si trattava del visir di suo padre, Abu'l-Hasan ibn Masud, ma morì poco dopo per via delle ferite riportate nel tentativo di proteggere Ismaʿil; a sostituirlo fu Muhammad ibn al-Mahruq, un uomo nominato da Uthman.
Uthman divenne così una figura dominante a corte: avendo ottenuto il pieno comando su molti dei reparti militari più potenti, si accingeva ad assumere anche le redini del governo. Ben presto, tuttavia, il suo comportamento dispotico alienò gli altri ministri, poiché li privò dell'autorità e si appropriò dei fondi statali quasi esclusivamente per il pagamento dei Volontari. Ciò portò Ibn al-Mahruq a temere che l'ambizioso Uthman stesse pianificando un colpo di Stato per assumere il potere per sé, e tra i due emerse una rivalità aperta, che culminò nel dicembre 1326. Le truppe di Uthman occuparono la città e costrinsero infatti Ibn al-Mahruq e i suoi seguaci a confinarsi nell'Alhambra, mentre Ibn al-Mahruq cercò un candidato rivale per contestare il controllo di Uthman sulle truppe nordafricane. Questo fu trovato nella persona di Yahya ibn Umar ibn Rahhu, genero di Uthman e membro del clan Banu Rahhu, che Uthman aveva precedentemente bandito a Tunisi. Yahya fu nominato shaykh al-ghuzat, guidando le truppe nordafricane ad abbandonare Uthman, che venne lasciato solo con i seguaci della sua famiglia.
Di fronte a questo improvviso capovolgimento di fortuna, Uthman scelse di dissimulare le sue intenzioni, fingendo di voler cercare rifugio in Nord Africa. Scrisse persino al sultano merinide, Abu Sa'id Uthman, chiedendogli perdono e il permesso di tornare in Marocco. Alla testa di 1 000 cavalieri, marciò verso Almería, apparentemente con lo scopo salpare per il Marocco. Una volta arrivato in città il 13 gennaio 1327, invitò uno zio di Muhammad IV, Abu Abdallah Muhammad ibn Abi Sa'id, che proclamò sultano alla fine del mese, con il laqab (nome regale) di al-Qa'im bi-amr Allah ("Colui che esegue gli ordini di Dio"). Il 4 aprile, si assicurò la fortezza di Andarax, che trasformò nella sua roccaforte per la lotta contro Ibn al-Mahruq e Ibn Rahhu. Ben presto anche i territori circostanti riconobbero la sua autorità.
Nella conseguente guerra civile, Uthman non esitò a entrare in contatto con i castigliani per costituire un fronte comune contro Granada. Il re Alfonso XI di Castiglia approfittò in fretta della divisione dello Stato granadino invadendo le sue province occidentali e alcune fonti musulmane riportano addirittura che uno dei figli di Uthman affiancò il re Alfonso durante l'invasione della provincia di Ronda e la presa di Olvera nel giugno 1327. La corte nasride, trovandosi in difficoltà, fu costretta a rinunciare al possesso di Ronda e Marbella cedendola ai Merinidi in cambio di truppe, così come di Algeciras l'anno successivo. Le perdite inflitte dalla guerra civile costrinsero Muhammad IV ad agire in tempi rapidi: nel luglio/agosto 1328, Muhammad IV si riconciliò con Uthman, che si stabilì a Guadix, mentre il 6 novembre 1328 gli schiavi domestici di Muhammad IV assassinarono Ibn Mahruq. Il pretendente Abu Abdallah è stato inviato in Nord Africa, mentre Uthman ritornò ad assumere la carica di shaykh al-ghuzat. La guerra civile si concluse con Uthman saldamente reinsediato nella sua posizione precedente.

### Ultimi anni e discendenza
Nel 1330, Uthman subì una pesante sconfitta per mano del re Alfonso XI nella battaglia di Teba. Morì poco dopo, nello stesso anno, nella città di Malaga. Suo figlio, Abu Thabit' Amir, gli succedette in veste di shaykh al-ghuzat. L'opposizione di Amir alle politiche perseguite da Muhammad IV portò all'omicidio di quest'ultimo nel 1333 e alla successiva espulsione dei Banu Abi'l-Ula in Nord Africa da parte del successore di Muhammad IV, Yusuf I (r. 1333-1354). Un altro figlio di Uthman, Sulayman, combatté a fianco di Alfonso XI nella battaglia del rio Salado del 1340. Un altro dei suoi figli, Idris, entrò al servizio dei Nasridi dopo aver condotto un fallito colpo di Stato per assumere il potere a Fez nel 1357, e a sua volta divenne shaykh al-ghuzat tra il 1359 e il 1362.